# Sporting Charleroi in het seizoen 1997/98
Dit artikel beschrijft de prestaties van de Belgische voetbalclub Sporting Charleroi in het seizoen 1997–1998.

## Gebeurtenissen

### Transfers
Sporting Charleroi nam na het seizoen 1996/97 afscheid van trainer Luka Peruzović en trok met Robert Waseige een oude bekende aan als vervanger. Waseige, die in 1994 Charleroi voor Standard Luik had ingeruild, keerde terug naar België na een korte, maar onsuccesvolle periode bij Sporting Lissabon.
Net als een seizoen eerder nam de club tijdens de zomermaanden afscheid van enkele opvallende namen. De 38-jarige aanvoerder Raymond Mommens zette in 1997 een punt achter zijn lange spelerscarrière. Ook Rudy Moury, die acht seizoenen voor de club had gespeeld, nam afscheid. Hij tekende een contract bij Germinal Ekeren. Jeugdproduct Marco Casto ruilde Charleroi dan weer in voor provinciegenoot Excelsior Moeskroen. Zsolt Petry en Olivier Suray, die beide pas in 1996 naar Mambourg waren gekomen, zochten opnieuw andere oorden op. Petry versierde een transfer naar Feyenoord, terwijl Suray zich met Standard Luik opnieuw aan een Belgische topclub waagde. Om het vertrek van Petry op te vangen, haalde het bestuur doelman Franky Frans terug naar Charleroi.
Met aanvaller Luc Ernès trok de club ook een oude bekende van Waseige aan. Beide hadden eerder al met succes samengewerkt bij Club Luik.

### Competitie
Charleroi begon aan de competitie met een zware nederlaag op het veld van KRC Genk (4–0). Een speeldag later zette het elftal van Waseige dat recht door voor eigen publiek de Waalse topper tegen Standard Luik te winnen. Het werd 2–1 na goals van Dante Brogno en Róbert Jován.
In de eerste weken van de competitie trok Charleroi die wisselvallige lijn door. Het elftal van Waseige had een goede thuisreputatie – enkel de Limburgse clubs Lommel SK en Genk wisten in het seizoen 1997/98 drie punten te veroveren op Mambourg – maar werden op verplaatsing regelmatig ingeblikt. Zo won Charleroi thuis met 3–0 van RSC Anderlecht na treffers van Brogno, Drazen Brnčić en Dandou Selenge, maar verloor het op verplaatsing met zware cijfers van Germinal Ekeren (5–0) en Eendracht Aalst (7–2).
Ook na de winterstop veranderde er weinig aan de situatie van Charleroi. Het team in opbouw had net als een seizoen eerder moeite om afstand te nemen van de degradatiezone en het gebrek aan ervaren sterkhouders in de selectie begon door te wegen. Charleroi slaagde er amper in om drie punten te veroveren in de duels tegen rechtstreekse concurrenten. Tegen degradatiekandidaten KSK Beveren, Eendracht Aalst, RWDM en Sint-Truidense VV speelden de Zebra's telkens gelijk. Uiteindelijk eindigde het team van Waseige net als in 1997 op de dertiende plaats in het klassement.

### Beker van België
Ook in de Beker van België kon Charleroi niet overtuigen. Het elftal werd al in de eerste ronde uitgeschakeld door Antwerp FC (4–2).

## Spelerskern
| Naam                     | Nationaliteit      | Geboortedatum | Vorige club                        |
| ------------------------ | ------------------ | ------------- | ---------------------------------- |
| Keepers                  |                    |               |                                    |
| Franky Frans             | België             | 27-02-1966    | KSK Beveren (1996–1997)            |
| Julien Begasse-De D'haen | België             | 02-09-1976    | /                                  |
| Olivier Renard           | België             | 24-05-1979    | /                                  |
| Verdedigers              |                    |               |                                    |
| Roch Gérard              | België             | 04-01-1972    | /                                  |
| Laurent Wuillot          | België             | 11-07-1975    | RAEC Mons (1993–1994)              |
| Alexandre Teklak         | België             | 16-08-1975    | /                                  |
| Rudi Smidts              | België             | 12-08-1963    | Antwerp FC (1984–1997)             |
| Danny N'Gombo            | Congo-Kinshasa     | 25-10-1963    | Wuppertaler SV (1996–1997)         |
| Geoffrey Bevilacqua      | België             | 01-04-1979    | /                                  |
| Enzo Biondo              | België             | 04-11-1979    | /                                  |
| Moustapha Douai          | België             | 17-10-1975    | Chapelle-Godarfontaine (1995–1996) |
| Dandou Selenge Kibonge   | Congo-Kinshasa     | 30-05-1976    | Hemptinne-Eghezée (1996–1997)      |
| Bertin Tokéné            | Kameroen           | 10-05-1975    | Unisport Bafang (1996–1997)        |
| Jacky Ullrich            | Frankrijk          | 14-01-1974    | Marchienne (1996–1997)             |
| Middenvelders            |                    |               |                                    |
| Samuel Remy              | België             | 23-10-1973    | /                                  |
| Serhij Omeljanovitsj     | Oekraïne           | 13-08-1977    | Zorja Loehansk (1994)              |
| Drazen Brnčić            | Kroatië            | 17-07-1971    | Hemptinne-Eghezée (1994–1995)      |
| Emmanuel Massaux         | België             | 29-08-1976    | /                                  |
| Maurice van Ham          | Nederland          | 25-04-1966    | KSK Beveren (1996–1997)            |
| Adem Birinci             | Turkije            | 18-08-1978    | /                                  |
| Grégory Ghislain         | België             | 15-04-1980    | /                                  |
| Alassane Ouedraogo       | Burkina Faso       | 07-09-1980    | /                                  |
| Aanvallers               |                    |               |                                    |
| Dante Brogno             | België             | 02-05-1966    | RA Marchiennoise (1984–1986)       |
| Róbert Jován             | Hongarije          | 11-04-1967    | Vasas SC (1994–1996)               |
| Luc Ernès                | België             | 24-02-1965    | Tilleur FC (1995–1997)             |
| Adama Gueye              | Senegal            | 29-12-1972    | Racing Jet Wavre (1994–1997)       |
| Luciano Djim             | Centr.-Afrik. Rep. | 03-08-1978    | /                                  |
| Pascal De Backer         | België             | 15-07-1974    | /                                  |

- = aanvoerder

### Technische staf
| Functie         | Naam                | Nationaliteit   |
| --------------- | ------------------- | --------------- |
| Coach           | Robert Waseige      | België          |
| Assistent-coach | Michel Bertinchamps | België          |
| Assistent-coach | Mario Notaro        | België / Italië |
| Keeperstrainer  | István Gulyás       | Hongarije       |

## Uitrustingen
Shirtsponsor(s): ASLK

Sportmerk: Activity
| Thuis | Thuis | Uit |

## Transfers

### Zomer
| Naam                   | Nationaliteit  | Van / Naar          | Type           |
| ---------------------- | -------------- | ------------------- | -------------- |
| Inkomend               |                |                     |                |
| Rudi Smidts            | België         | Antwerp FC          | Gekocht        |
| Luc Ernès              | België         | Tilleur FC          | Gekocht        |
| Franky Frans           | België         | KSK Beveren         | Gekocht        |
| Maurice van Ham        | Nederland      | KSK Beveren         | Gekocht        |
| Adama Gueye            | Senegal        | Racing Jet Wavre    | Gekocht        |
| Danny N'Gombo          | Congo-Kinshasa | Wuppertaler SV      | Gekocht        |
| Dandou Selenge Kibonge | Congo-Kinshasa | Hemptinne-Eghezée   | Gekocht        |
| Bertin Tokéné          | Kameroen       | Unisport Bafang     | Gekocht        |
| Jacky Ullrich          | Frankrijk      | Marchienne          | Gekocht        |
| Uitgaand               |                |                     |                |
| Raymond Mommens        | België         |                     | Einde carrière |
| Marco Casto            | België         | Excelsior Moeskroen | Verkocht       |
| Rudy Moury             | België         | Germinal Ekeren     | Verkocht       |
| Zsolt Petry            | Hongarije      | Feyenoord           | Verkocht       |
| Michel Rasquin         | België         | RWDM                | Verkocht       |
| Olivier Suray          | België         | Standard Luik       | Verkocht       |
| Gianni Politi          | Italië         | Hemptinne-Eghezée   | Verkocht       |
| Tibor Balog            | Hongarije      | MS Asjdod           | Verkocht       |
| Gábor Bukrán           | Hongarije      | Córdoba             | Verkocht       |
| Christ Bruno           | België         | Olympic Charleroi   | Verkocht       |
| Sergiu Chirilov        | Moldavië       | Nistru Otaci        | Verkocht       |
| Filip Fiers            | België         | AA Gent             | Verkocht       |
| Thomas Acheampong      | Ghana          | KFC Tielen          | Verkocht       |
| Predrag Jovanović      | Joegoslavië    | Olympic Charleroi   | Verkocht       |

### Winter
| Naam             | Nationaliteit | Van / Naar | Type     |
| ---------------- | ------------- | ---------- | -------- |
| Uitgaand         |               |            |          |
| Emmanuel Massaux | België        | RAEC Mons  | Verkocht |

## Eerste klasse

### Klassement
|         |    |                     | GW | W  | G  | V  | DV | DT | DS  | Ptn |
| ------- | -- | ------------------- | -- | -- | -- | -- | -- | -- | --- | --- |
| K (CL)  | 1  | Club Brugge         | 34 | 26 | 6  | 2  | 78 | 29 | 49  | 84  |
| (beker) | 2  | KRC Genk            | 34 | 20 | 6  | 8  | 65 | 40 | 25  | 66  |
| (UEFA)  | 3  | Germinal Ekeren     | 34 | 17 | 7  | 10 | 60 | 48 | 12  | 58  |
| (UEFA)  | 4  | RSC Anderlecht      | 34 | 16 | 9  | 9  | 53 | 37 | 16  | 57  |
|         | 5  | KRC Harelbeke       | 34 | 15 | 10 | 9  | 50 | 31 | 19  | 55  |
|         | 6  | KSC Lokeren         | 34 | 16 | 4  | 14 | 68 | 68 | 0   | 52  |
|         | 7  | Lierse SK           | 34 | 14 | 8  | 12 | 54 | 45 | 9   | 50  |
|         | 8  | AA Gent             | 34 | 11 | 14 | 9  | 50 | 44 | 6   | 47  |
|         | 9  | Standard Luik       | 34 | 11 | 10 | 13 | 53 | 50 | 3   | 43  |
|         | 10 | Excelsior Moeskroen | 34 | 11 | 8  | 15 | 39 | 45 | -6  | 41  |
|         | 11 | Lommel SK           | 34 | 10 | 11 | 13 | 46 | 50 | -4  | 41  |
|         | 12 | KVC Westerlo        | 34 | 9  | 14 | 11 | 52 | 56 | -4  | 41  |
|         | 13 | Sporting Charleroi  | 34 | 9  | 12 | 13 | 46 | 57 | -11 | 39  |
|         | 14 | Sint-Truidense VV   | 34 | 8  | 13 | 13 | 32 | 45 | -13 | 37  |
|         | 15 | Eendracht Aalst     | 34 | 9  | 9  | 16 | 51 | 66 | -15 | 36  |
|         | 16 | KSK Beveren         | 34 | 7  | 11 | 16 | 30 | 48 | -18 | 32  |
|         | 17 | RWDM                | 34 | 8  | 7  | 19 | 39 | 74 | -35 | 31  |
|         | 18 | Antwerp FC          | 34 | 6  | 7  | 21 | 38 | 71 | -33 | 25  |